# Kommunalwahlen in Italien 1992
Die Kommunalwahlen in Italien 1992 fanden am 7. Juni und 13. Dezember statt.

## 1. Semester

### Triest
| Listen                   | Listen                                        | Stimmen | %    | Mandate |
| ------------------------ | --------------------------------------------- | ------- | ---- | ------- |
|                          | Democrazia Cristiana                          | 32.308  | 21,0 | 12      |
|                          | Lista per Trieste                             | 25.801  | 16,8 | 9       |
|                          | Movimento Sociale Italiano – Destra Nazionale | 19.912  | 13,0 | 7       |
|                          | Lega Lombarda                                 | 14.727  | 9,6  | 5       |
|                          | Partito Socialista Italiano                   | 13.819  | 9,0  | 5       |
|                          | Lega Democratica Trieste Europea              | 11.155  | 7,3  | 4       |
|                          | Partito della Rifondazione Comunista          | 9.687   | 6,3  | 3       |
|                          | Partito Liberale Italiano                     | 5.408   | 3,5  | 2       |
|                          | Federazione dei Verdi                         | 5.325   | 3,5  | 1       |
|                          | Slovenska Skupnost                            | 4.490   | 2,9  | 1       |
|                          | Partito Repubblicano Italiano                 | 4.373   | 2,8  | 1       |
|                          | Partito Pensionati                            | 2.686   | 1,7  | –       |
|                          | Partito Socialista Democratico Italiano       | 1.548   | 1,0  | –       |
|                          | Lega Giuliana                                 | 1.242   | 0,8  | –       |
|                          | Verdi Federalisti                             | 1.126   | 0,7  | –       |
| Gesamt                   | Gesamt                                        | 153.607 | 100  | 50      |
|                          |                                               |         |      |         |
| Ungültige Stimmen        | Ungültige Stimmen                             | 7.376   | 4,6  |         |
| Wähler                   | Wähler                                        | 160.983 | 78,8 |         |
| Wahlberechtigte          | Wahlberechtigte                               | 204.180 |      |         |
|                          |                                               |         |      |         |
| Quelle: Innenministerium |                                               |         |      |         |

### Neapel
| Listen                   | Listen                                        | Stimmen | %    | Mandate |
| ------------------------ | --------------------------------------------- | ------- | ---- | ------- |
|                          | Democrazia Cristiana                          | 178.362 | 29,8 | 25      |
|                          | Partito Socialista Italiano                   | 117.047 | 19,5 | 16      |
|                          | Partito Democratico della Sinistra            | 76.024  | 12,7 | 10      |
|                          | Movimento Sociale Italiano – Destra Nazionale | 55.409  | 9,2  | 7       |
|                          | Partito Repubblicano Italiano                 | 37.641  | 6,3  | 5       |
|                          | Partito Liberale Italiano                     | 36.188  | 6,0  | 5       |
|                          | Partito Socialista Democratico Italiano       | 35.637  | 5,9  | 5       |
|                          | Partito della Rifondazione Comunista          | 24.339  | 4,1  | 3       |
|                          | Federazione dei Verdi                         | 15.394  | 2,6  | 2       |
|                          | La Rete                                       | 11.602  | 1,9  | 1       |
|                          | Lista Marco Pannella                          | 9.537   | 1,6  | 1       |
|                          | Fronte Sud                                    | 2.023   | 0,3  | –       |
| Gesamt                   | Gesamt                                        | 599.203 | 100  | 80      |
|                          |                                               |         |      |         |
| Ungültige Stimmen        | Ungültige Stimmen                             | 29.751  | 4,7  |         |
| Wähler                   | Wähler                                        | 628.954 | 71,0 |         |
| Wahlberechtigte          | Wahlberechtigte                               | 886.046 |      |         |
|                          |                                               |         |      |         |
| Quelle: Innenministerium |                                               |         |      |         |

### Crotone
| Listen                   | Listen                                        | Stimmen | %    | Mandate |
| ------------------------ | --------------------------------------------- | ------- | ---- | ------- |
|                          | Democrazia Cristiana                          | 9.041   | 27,2 | 11      |
|                          | Partito Democratico della Sinistra            | 7.601   | 22,9 | 10      |
|                          | Partito Socialista Italiano                   | 7.479   | 22,5 | 9       |
|                          | Partito della Rifondazione Comunista          | 2.735   | 8,2  | 3       |
|                          | Partito Socialista Democratico Italiano       | 2.309   | 6,9  | 3       |
|                          | Movimento Sociale Italiano – Destra Nazionale | 1.775   | 5,3  | 2       |
|                          | Partito Repubblicano Italiano                 | 1.122   | 3,4  | 1       |
|                          | La Rete                                       | 814     | 2,4  | 1       |
|                          | Partito Liberale Italiano                     | 368     | 1,1  | –       |
| Gesamt                   | Gesamt                                        | 33.244  | 100  | 40      |
|                          |                                               |         |      |         |
| Ungültige Stimmen        | Ungültige Stimmen                             | 931     | 2,7  |         |
| Wähler                   | Wähler                                        | 34.175  | 78,1 |         |
| Wahlberechtigte          | Wahlberechtigte                               | 43.786  |      |         |
|                          |                                               |         |      |         |
| Quelle: Innenministerium |                                               |         |      |         |

## 2. Semester

### Varese
| Listen                   | Listen                                        | Stimmen | %    | Mandate |
| ------------------------ | --------------------------------------------- | ------- | ---- | ------- |
|                          | Lega Nord                                     | 22.654  | 37,3 | 17      |
|                          | Democrazia Cristiana                          | 10.705  | 17,6 | 8       |
|                          | Partito Democratico della Sinistra            | 4.933   | 8,1  | 3       |
|                          | La Rete                                       | 3.330   | 5,5  | 2       |
|                          | Movimento Sociale Italiano – Destra Nazionale | 2.782   | 4,6  | 2       |
|                          | Lega Alpina Lumbarda                          | 2.661   | 4,4  | 2       |
|                          | Partito Socialista Italiano                   | 2.523   | 4,2  | 2       |
|                          | Partito della Rifondazione Comunista          | 2.149   | 3,5  | 1       |
|                          | Partito Repubblicano Italiano                 | 2.116   | 3,5  | 1       |
|                          | Federazione dei Verdi                         | 1.774   | 2,9  | 1       |
|                          | Partito Liberale Italiano                     | 1.358   | 2,2  | 1       |
|                          | Unabhängige                                   | 1.212   | 2,0  | –       |
|                          | Lista Marco Pannella                          | 1.091   | 1,8  | –       |
|                          | Lega Autonomia Veneta                         | 860     | 1,4  | –       |
|                          | Partito Socialista Democratico Italiano       | 533     | 0,9  | –       |
| Gesamt                   | Gesamt                                        | 60.681  | 100  | 40      |
|                          |                                               |         |      |         |
| Ungültige Stimmen        | Ungültige Stimmen                             | 2.731   | 4,3  |         |
| Wähler                   | Wähler                                        | 63.412  | 86,5 |         |
| Wahlberechtigte          | Wahlberechtigte                               | 73.299  |      |         |
|                          |                                               |         |      |         |
| Quelle: Innenministerium |                                               |         |      |         |

### Reggio Calabria
| Listen                   | Listen                                        | Stimmen | %    | Mandate |
| ------------------------ | --------------------------------------------- | ------- | ---- | ------- |
|                          | Democrazia Cristiana                          | 25.706  | 24,7 | 13      |
|                          | Movimento Sociale Italiano – Destra Nazionale | 15.991  | 15,3 | 8       |
|                          | Partito Socialista Democratico Italiano       | 12.172  | 11,7 | 6       |
|                          | Partito Socialista Italiano                   | 12.068  | 11,6 | 6       |
|                          | Partito Democratico della Sinistra            | 11.820  | 11,3 | 6       |
|                          | La Rete                                       | 7.498   | 7,2  | 3       |
|                          | Partito Liberale Italiano                     | 6.347   | 6,1  | 3       |
|                          | Partito Repubblicano Italiano                 | 5.786   | 5,6  | 3       |
|                          | Partito della Rifondazione Comunista          | 4.938   | 4,7  | 2       |
|                          | Unabhängige                                   | 1.241   | 1,2  | –       |
|                          | Unabhängige                                   | 390     | 0,4  | –       |
|                          | Lega Lombarda                                 | 234     | 0,2  | –       |
| Gesamt                   | Gesamt                                        | 104.191 | 100  | 50      |
|                          |                                               |         |      |         |
| Ungültige Stimmen        | Ungültige Stimmen                             | 5.938   | 5,4  |         |
| Wähler                   | Wähler                                        | 110.129 | 75,9 |         |
| Wahlberechtigte          | Wahlberechtigte                               | 145.177 |      |         |
|                          |                                               |         |      |         |
| Quelle: Innenministerium |                                               |         |      |         |